# Festivalbar 1985 (compilation)
Festivalbar 1985 è una compilation di brani musicali famosi nel 1985, pubblicata nell'estate di quell'anno in concomitanza con l'edizione omonima del Festivalbar. La compilation era divisa in due LP ed era pubblicata dalla CGD.

## Festivalbar '85

### Disco 1
Lato A
1. Riccardo Fogli - Dio come vorrei
2. Gruppo Italiano - Sole d'Agosto
3. Marina Occhiena - Videosogni
4. Righeira -  L'estate sta finendo
5. Loredana Bertè - Acqua
6. Enrico Ruggeri - Poco più di niente
7. Valentino - Iena
8. Gianna Nannini - Ragazzo dell'Europa

Lato B
1. Raf - Don't Want to Lose You (mix version)
2. Ivan Cattaneo - Dancin' Number
3. Aida Cooper - I'll Go Crazy
4. Novecento - Why Me
5. Flying Foxes - Angel
6. Demis Roussos - Anytime at All
7. Kim & The Cadillacs - Medley (Another Day/Only You/Hurt/Love Letters in the Sand)
8. New Glory - My Only Chance

### Disco 2
Lato C
1. Vasco Rossi - Cosa succede in città
2. Celeste - Lascia che sia
3. Andrea Mingardi - Se fossi una donna
4. XX - Ma dove!?!
5. Patty Pravo - Menù
6. Fiorella Mannoia - L'aiuola
7. As Meninas - A cavallo della luna
8. Anna Oxa - Parlami

Lato D
1. China Crisis - Black Man Ray
2. Nick Heyward - Warning Sign
3. Patty Johnson e Orlando Johnson - Woman Is Light
4. Cube - Performance
5. Thomas Leer - Heartbeat
6. Sing System - Stay with Me
7. Carrara - Welcome to the Sunshine
8. Video Kids - Woodpecker from Space

## Deejay Star Festivalbar '85 In Tour
Lato A
1. Matt Bianco - More Than I Can Bear (remix)
2. Canton - Please Don't Stay
3. Dave Force - Play Your Game (remix)
4. Plastic Mode - Mi Amor
5. Albert One - Heart On Fire
6. Fake - Brick
7. Paul J. Qualley - Meet Me In My Dreams
8. Valerie Dore - It's So Easy

Lato B
1. Meccano - Endless Refrain
2. Alan Parsons - Vulture Culture
3. Martinelli - Cenerentola
4. Village People - Sex Over The Phone
5. Stephen Tintin Duffy - Kiss Me
6. Raf - Black And Blue
7. The Creatures - Just In The Name Of Love

## Super Festivalbar '85
Lato A
1. Vasco Rossi - Toffee
2. T.X.T. - Girl's got abrand new toy
3. Valentino - Iena
4. Canton - Please don't say
5. Gruppo Italiano - Sole d'Agosto
6. Sandy Marton - Camel by camel
7. Andrea Mingardi - Se fossi una donna
8. Modern Romance - Tarzan Boy

Lato B
1. Dead or Alive - You spin me round
2. Righeira - L' estate sta finendo
3. King - Love & pride
4. Fiorella Mannoia - L'aiuola
5. Meccano - Endless refrain
6. China Crisis - Black man ray
7. Edoardo Bennato - Kaiwanna

## Festivalbar '85 I Ragazzi dell'Estate - Disco Verde
Lato A
1. Silver Pozzoli - Around my dream
2. Celeste - Going crazy
3. Michael Copson - Storia
4. Aldo Riva - Cordialità
5. Kristal - Mango tree
6. Strappo - E allora dai

Lato B
1. Nicolas - Silent space
2. Tomi Baldassi - Il mio mondo di ieri
3. Control D - Run
4. Enzo Miceli - Cuore nero
5. Paco D'Alcatraz - Doberman
6. Maxen - Even stronger

## Classifiche

### Festivalbar '85
| Classifica (1985)                     | Posizione |
| ------------------------------------- | --------- |
| Classifica degli album italiana       | 3         |
| Classifica di fine anno italiana 1985 | 26        |